# میشل والنتینی
میشل والنتینی (انگلیسی: Michele Valentini؛ زادهٔ ۲۹ ژوئن ۱۹۸۶) بازیکن فوتبال است.